# Edmond Goergen

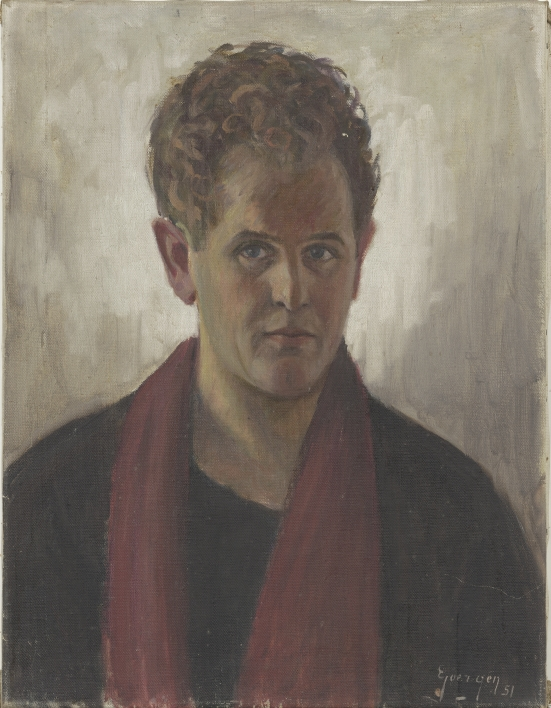
Selbstporträt, 1951

Edmond Goergen (geboren am 12. Dezember 1914 in Müllendorf bei Steinsel im Großherzogtum Luxemburg; gestorben am 28. April 2000 in Eich, Luxemburg) war ein luxemburgischer Maler und Zeichner, Restaurator und Widerstandskämpfer.

## Leben

### Studium
Edmond Goergen hatte eine doppelte Ausbildung. Nach der Primarschule ging er an das Institut Emile Metz in Luxemburg und machte gleichzeitig ein technisches Studium an der staatlichen Kunst- und Handwerkerschule in Luxemburg. Seine bereits Ende der dreißiger Jahre aufgenommenen Kunststudien an der Ecole Universelle de Paris (per Fernkurse aus Paris), schloss er erst nach dem Ende des Zweiten Weltkrieges mit dem Titel eines Professors in Kunstmalerei ab. Zusätzlich studierte er ab 1945 in Paris an der Ecole Nationale Supérieure des Beaux-Arts und an der École du Louvre.

### Kriegszeit
Von 1934 bis 1943 arbeitete er als Hochfrequenztechniker bei Radio Luxemburg am Sender in Junglinster. Er war in der L.V.L. und benutzte seinen Beruf, um während des Zweiten Weltkrieges regelmäßige Funkverbindungen zwischen Luxemburg und den Alliierten herzustellen. Unter anderen hat er erste Nachrichten über die Vorbereitungen der Deutschen A4 Raketen in Peenemünde weitergegeben.
Am 14. Dezember 1943 wurde er von der SS verhaftet, kam kurze Zeit in das KZ Hinzert, dann bis 1944 in das KZ Sachsenhausen und nachher bis zur Befreiung am 17. Mai 1945 in das KZ Mauthausen, mit dem Vermerk „Rückkehr unerwünscht“. Hier hat er Zeichnungen über das Leben im KZ angefertigt, die nach dem Krieg unter dem Titel „Geoles Sanglantes“ Imprimerie H.Neyscher Luxemburg und später unter dem Namen „Dessins de Mauthausen“ Edition Cercle d’Art Paris herauskamen.

## Literatur

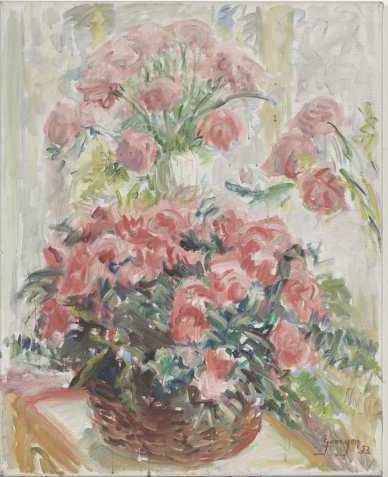

### Der Künstler

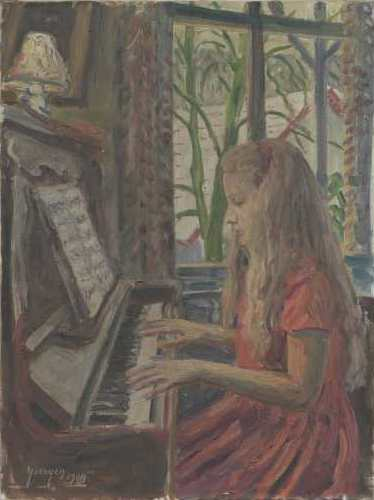
Tochter Viviane

Die grauenvolle Zeit im KZ hat sein ganzes Leben verändert. War er als junger Kerl ein exzellenter Sportler in der Spora – er hatte den Luxemburger Rekord im Speerwurf der Junioren – so war nach dem Krieg seine Gesundheit stark angegriffen. Er entschied sich dafür seine angefangenen Kunststudien in Paris weiter zu verfolgen. Seine Leidenschaft zur Malerei half ihm sich von seinen Herzproblemen zu erholen. Ab 1945 studierte er an der École nationale supérieure des beaux-arts de Paris bei N. Narbonne und war in derselben Klasse, wie der später sehr berühmt gewordene französische Maler Bernard Buffet.
Im Louvre in Paris perfektionierte er sich im Restaurieren bei Jean Gabriel Goulinat und René Huyghe. Von 1946 bis 1948 war Edmond Goergen Assistent im Restaurierungsatelier des Louvre und war beteiligt an der Restaurierung von Paolo Veroneses Bild „Die Hochzeit zu Kana“.
1948 kam Edmond Goergen zurück nach Luxemburg. Von da an war er für viele Restaurierungsarbeiten zuständig, so in der Kirche von Bad Mondorf, die Wandmalereien von Jean-Georges Weiser, die Fresken in der Kirche von Rindschleiden und Junglinster und in weiteren Kirchen im Ösling. Er war Designer der 20 Francs 1953 Goldmünze – Hochzeit Charlotte und Jean.
Er wurde Chef des staatlichen Restaurierungsdienstes und 1968 Konservator beim „Service des Sites et Monuments Nationaux“ (SSMN).
Edmond Goergen war zusätzlich Porträt- und Landschaftsmaler sowie Zeichner. Für seine Bilder verwandte er Ölfarbe und blieb dem figurativen Stil treu. Er zeichnete anfänglich mit Bleistift und Kohle, später vorwiegend mit Filzstiften.
Zahlreiche Ausstellungen in Salons und Galerien im In- und Ausland fanden statt.
Er war verheiratet und hatte zwei Töchter.

### Einsatz für die europäische Verständigung
Trotz seiner KZ Erfahrung oder gerade deshalb setzte sich Edmond Goergen nach dem Krieg früh und intensiv für den grenzüberschreitenden Europäischen Gedanken ein. „Dabei dürfen wir jedoch weder unsere Eigenart, noch den Ausblick auf die internationale Völkergemeinschaft außer Acht lassen.“ Edmond Goergen war Initiator, Mitbegründer und aktiver Unterstützer mehrerer Vereinigungen, die sich für die europäische Verständigung einsetzten.
- Von 1957 an unterstützte er die Europäische Vereinigung Bildender Künstler aus Ardennen und Eifel (Belgien, Deutschland, Frankreich und Luxemburg) als Präsident für Luxemburg, ausstellender Maler und Jurymitglied bis 1990.
- Er war Initiator des 1969 in Kraft getretenen Kulturabkommens zwischen dem Großherzogtum Luxemburg und der Tschechoslowakei und Mitbegründer sowie exekutives Vorstandsmitglied des Internationalen Komitees zur wissenschaftlichen Untersuchung der Ursachen und Folgen des Zweiten Weltkrieges mit Sitz in Luxemburg. Ehrenpräsidenten des Komitees waren Willy Brand für Deutschland, Pierre Grégoire für Luxemburg und André Malraux für Frankreich. Weitere Mitglieder des Vorstands des Komitees waren u. a. Eugen Kogon, Simon Wiesenthal und Golo Mann.

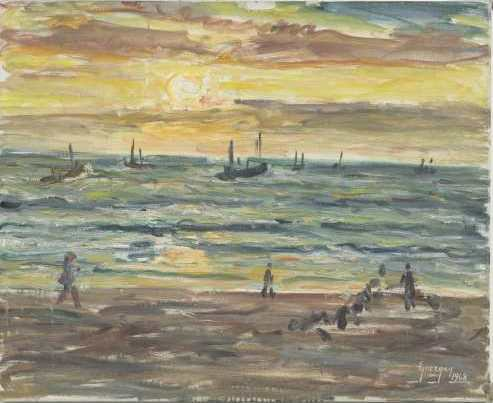

- Als leitender Mitarbeiter des Luxemburger Service des Sites et Monuments Historiques nationaux (SSMN) wirkte er an der Vorbereitung des am 28. Oktober 1980 unterzeichneten Vertrages zwischen dem Großherzogtum Luxemburg und der Bundesrepublik Deutschland über kulturelle Zusammenarbeit mit.
- 1983 war er Mitbegründer der Deutsch-Luxemburgischen Begegnungen mit Sitz in Trier zusammen mit Pierre Grégoire, Kultusminister von Luxemburg, und Klaus Wichmann, Direktor der Katholischen Akademie in Trier.

## Auszeichnungen
- Preis «Großherzog Adolphe» in Luxemburg 1951
- Silbermedaille der Société des Artistes Francais (1951) Ausstellung im Grand Palais in Paris
- Goldmedaille der Société des Artistes Français in Paris (1956)
- Zwei Bronze Medaillen im Interministeriellen Salon (Musée des Beaux Arts der Stadt Paris; Salons 1962, 1964)

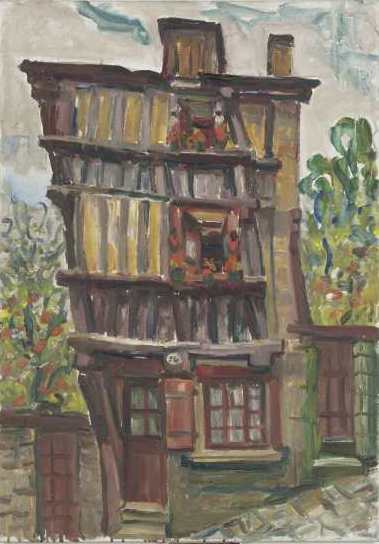

- 1. Preis von Monaco im Malerwettbewerb: Sinfonie en rouge (1966)
- Künstlerpreis der europäischen Gruppe von Ardennen und Eifel (1971)
- Plaquette d’Or «Statue de la Liberté» in der Kategorie «Portrait» des Grand Prix de New-York 1971
- Officier de l’Ordre de Mérite vom Großherzogtum Luxemburg für seine künstlerischen und kulturellen Aktivitäten (1974)
- Kaiser-Lothar-Preis, Prüm (1978)
- Officier de l’ordre de Mérite von Frankreich (1978)
- Rheinlandtaler, Düsseldorf (1981)
- Chevalier dans l’Ordre des Arts et des Lettres de la République Francaise (1986)